# Ayenia acalyphifolia
Ayenia acalyphifolia là một loài thực vật có hoa trong họ Cẩm quỳ. Loài này được Griseb. mô tả khoa học đầu tiên năm 1879.